# Páli irodalom
A páli irodalom főleg a théraváda buddhizmussal foglalkozik, amelynek hagyományos nyelve a páli.

## India
A legkorábbi és legfontosabb páli irodalom a páli kánon, a théraváda buddhista iskola szövegei. Ezek többsége Indiából ered, azonban csak i. e. 29-ben írtak le Srí Lankán, a negyedik buddhista zsinat idején, több mint négyszáz évvel Gautama Buddha halála (parinirvána) után.
A páli kánon (Tripitaka) három pitakára (páli: piṭaka, jelentése "kosár") van osztva, amelyek a következők:
1. Vinaja-pitaka ("Fegyelem kosara"), egyházi szabályzattal foglalkozik
2. Szutta-pitaka ("Prédikációk kosara"), példázatok főleg Buddhától, vagy a tanítványaitól
3. Abhidhamma-pitaka ("Hittételek kosara"), későbbi pszichológiai és tudományos művek.

## Srí Lanka
A théraváda irányzat központja évszázadokon át Srí Lanka volt és a kor legtöbb páli irodalmát ott készítették, bár készültek szövegek indiai kihelyezettségeken is. A kánon elkészülte után jó ideig csak kevés páli irodalmi mű készült, egészen a 3-4. századi Dípavamsza krónikákig, amely a buddhizmus történetét meséli el Indiában és a szingaléz szigeten. Kevéssel ezután készült a hasonló témájú, de nagyobb lélegzetvételű Mahávamsza. Fontos szövegnek számít még Buddhagósza Viszuddhimaggája, amelyet ma a korabeli írások hagyományos értelmezésének tartanak. Buddhagósza a kánon nagy részéhez szövegmagyarázatokat is készített, amelyet később mások tovább folytattak és a magyarázatoknak is lettek magyarázataik, és ez így ment tovább. Rövid, magyarázó jellegű kézikönyvek is készültek a buddhizmussal kapcsolatban. A 13. századtól a páli irodalom Srí Lankán meredek hanyatlásba indult, de teljesen soha nem szűnt meg. Csupán a páli helyett a szingaléz nyelvet használták.

## A poszt-kanonikus páli szövegek listája
Kvázi kanonikus szövegek a burmai Tipitaka Khuddaka-nikájájában, amelyek nem szerepelnek se a thai se a srí lankai gyűjteményekben:
1. Nettipakarana és Petakopadesa – "Útmutatás könyve" és "Pitaka magyarázatok"
2. Milindapanyha – Milinda király kérdései

Szövegmagyarázatok:
1. Atthakatha – Buddhagósza, Dhammapála, Buddhadatta és mások szövegmagyarázatai
2. Tika – szubkommentárok

Krónikák:
1. Dípavansza – "A sziget krónika" (4. század)
2. Mahávansza – Mahánama; "A nagy krónika" (6. század)
3. Csúlavansza – "A rövidebb krónika"
4. Vamszatthappakasini – a Mahávamsza szövegmagyarázata (6. század)
5. Mahábodhivansza – Upatissza, a bódhifa története Anuradhapurában (11. század)
6. Thupavansza – Vacsisszara, A Nagy sztúpa története Anuradhapurában (12. század)
7. Dathavansza – Dhammakitti, szent költemény Buddha fog relikviájáról
8. Szamantakutavannana – Vedehathera, költemény Buddha életéről és látogatásáról Srí Lankán.
9. Hatthavanagalla-viháravamsza – Sziriszanghabodhi (247. körül-249) buddhista király élettörténete (13. század)
10. Szaddhamma-szangaha – Dhammakitti Mahászami, a buddhista egyház története (14. század)
11. Csa-kesadhatuvansza – A sztúpa története, amelyek Buddha haj relikviáit őrzik. (14. század)
12. Gandhavansza – Ősi buddhista tudósok katalógusa (19. század)
13. Szászanavansza – Pannyaszamin, A buddhizmus burmai története (19. század)

Életrajzok:
1. Dzsinalankara – Buddharakkhita, 278 költemény Buddha életéről (12. század)
2. Anagata-vansza – Mahákasjapa, Maitréja története, a következő Buddha (12. század)
3. Dzsinacsarita – Medhankara, 472 költemény Buddha életéről (13. század)
4. Paddzsamadhu – Buddhapija Dípankara (13. század), költemény Buddha szépségéről
5. Dzsinakalamali – Ratanapannya, Buddha élettörténete (16. század)
6. Brah Málejjadévattheravatthum – Egy Málejjadev nevű szerzetes utazási történetei
7. Buddhagószuppatti – Mahámangala, Buddhagósza története (Burma, 15. század)
8. Dzsinavamszadipani – Moratuve Medhananda Thera, Buddha élettörténetének eposza 2000 versszakkal (1917)
9. Mahákasszapacsarita – Vidurapola Pijatissza, 1500 költemény Mahákásjapa életéről (1934)

Abhidhamma kézikönyvek és értekezések:
1. Abhidhammavatara – Buddhadatta (5. század)
2. Ruparupa-vibhaga – Buddhadatta – A "Rövid kézikönyv az Abhidhamma" (5. század)
3. Szaccsaszankhépa – Csulla-Dhammapala, "Az igazság elemei", "Rövid értekezés az Abhidhammáról" (7. század)
4. Abhidhammattha-szangaha – Acsarija Anuruddha, Az Abhidhamma összefoglalója
5. Námarúpa-pariccséda – Acsarija Anuruddha, verses ismertető az Abhidhammához
6. Paramattha-viniccsaja – Acsarija Anuruddha
7. Khémappakarana – Khema, "Rövid kézikönyv az Abhidhammához"
8. Mohaviccsédani – Mahákasjapa, A guide to the matikas (topics) of the seven books of the Abhidhamma (12. század)
9. Námacsáradípika – Csappata, (15. század)

Vegyes:
1. Vimuttimagga – Upatissza kézikönyve gyakorlók számára (1. század)
2. Viszuddhimagga – Buddhagósza, Jelentős meditációs kézikönyv (5. század)
3. Vinajaviniccsaja – Buddhadatta, A Vinaja első négy könyvének verses összefoglalója (5. század)
4. Uttaraviniccsaja – Buddhadatta, a Parivara verses összefoglalója (5. század)
5. Paramatthamanydzsusza – Dhammapala, a Viszuddhimagga magyarázószövege (6. század)
6. Khuddaszikkha és Múlaszikkha – a szerzetesi magaviseleti szabályzatok rövid összefoglalója.
7. Szaddaníti – Aggavaṃsza – Arimaddana, a páli nyelvtanról; Burma, 1154.
8. Upászaka-dzsanalankara – Szihala Acsarija Ananda Maháthéra, Kézikönyv laikusoknak Buddha tanításairól (13. század)
9. Szaraszangaha – Sziddhattha, "Dhamma kézikönyv" prózai és verses formában (13. század)
10. Szandeszakatha és Szima-vivada-vinicsaja-katha (Burma, 19. század)
11. Pánycsagatidipana – költemény az ötféle újjászületésről
12. Szaddhammopajana – 629 rövid vers a dhammáról.
13. Télakatáhagáthá – "Az olaj üst versek", srí lankai verseskötet egy szerzetestől, akit forró olajba dobtak.
14. Csakkavaladipani – Szirimangala, a Buddhista kozmológiával kapcsolatban (1520).
15. Daszabódhiszattuppattikatha – tíz bodhiszattva születésregéje
16. Bheszaddzsamandzsusza – orvosi szöveg, Sri Lanka (13. század)
17. Jogávacsara kézikönyve – Srí Lankai meditációs kézikönyv

## Burma
A 15. századtól a páli irodalmi művek elsősorban Burmában keletkeztek – bár készültek Thaiföldön, Laoszban, Kambodzsában és Srí Lankán is. Ez a burmai irodalom főleg az Abhidhamma-pitakával foglalkozott.